# DBc
dBc – logarytmiczna jednostka miary mocy odniesiona do mocy fali nośnej (ang. carrier) – stąd oznaczenie dBc.
Moc wyrażona w dBc informuje, o ile decybeli moc ta jest większa (lub mniejsza) od mocy fali nośnej (ang. carrier). Jednostki dBc używane są przy różnego rodzaju modulacjach do określenia mocy składowej niosącej informację.

## Przykład
Przyjęto moc fali nośnej {\displaystyle C=0,1\,{\text{mW}}} i moc sygnału interferencyjnego (zakłócającego) {\displaystyle S=10\,\mu {\text{W}},}
wtedy poziom mocy fali nośnej wynosi:
{\displaystyle P_{\text{C}}=10\log _{10}\left({\frac {0{,}1\,{\text{mW}}}{1\,{\text{mW}}}}\right)=-10\,{\text{dBm}},}
a poziom mocy sygnału interferencyjnego:
{\displaystyle P_{\text{S}}=10\log _{10}\left({\frac {10\,\mu {\text{W}}}{1\,{\text{mW}}}}\right)=-20\,{\text{dBm}},}
tak więc różnica poziomów sygnału pomiędzy falą nośną a sygnałem zakłócającym wynosi:
{\displaystyle P_{\text{S}}-P_{\text{C}}=-20\,{\text{dBm}}-(-10\,{\text{dBm}})=-10\,{\text{dBc}}.}
Różnica poziomów sygnałów może być także wyliczona bezpośrednio z logarytmu ilorazu tych dwóch mocy sygnałów:
{\displaystyle P_{\text{S}}-P_{\text{C}}=10\log _{10}\left({\frac {\text{S}}{\text{C}}}\right)=10\log _{10}\left({\frac {10\,\mu {\text{W}}}{0{,}1\,{\text{mW}}}}\right)=-10\,{\text{dBc}}.}